# جوزيف جون فوكس
جوزيف جون فوكس (بالإنجليزية: Joseph John Fox)‏ هو كاهن كاثوليكي أمريكي، ولد في 2 أغسطس 1855 في غرين باي في الولايات المتحدة، وتوفي بنفس المكان في 14 مارس 1915.